# Winstwaarschuwing
Een winstwaarschuwing is een waarschuwing die een beursgenoteerd bedrijf uit laat gaan, als zij vermoedt dat de winst (beduidend) lager uit zal vallen dan aanvankelijk werd verwacht. Bedrijven geven bij elk resultaat dat zij bekendmaken ook aan hoe de zaken in de toekomst zullen evolueren. Dit doen ze op basis van een budget of begroting voor de volgende periode. De term is betwist, omdat zij zou impliceren dat er winst verwacht werd. Volgens deze critici zou de correcte term winstverlagingswaarschuwing moeten zijn of verlieswaarschuwing. Een alternatieve term die ook nogal eens in de media wordt gebruikt is winstalarm.
De term is eind jaren negentig ingevoerd, toen een aantal bedrijven dergelijke waarschuwingen uit lieten gaan. Voorheen deden bedrijven dit veelal op besloten bijeenkomsten, nu worden er ook op andere momenten dergelijke waarschuwingen uitgegeven. Sinds enkele jaren spreekt men in dit verband van corporate governance. Dit impliceert dat bedrijven al hun stakeholders of belanghebbenden, onder wie werknemers, klanten en aandeelhouders altijd de juiste informatie geven rond de situatie van de onderneming omdat dit past in het deugdelijk bestuur. Het gaat hier over het goede nieuws, maar ook over het slechte nieuws. Het uitgangspunt (in verband met winst) is dus: "géén manipulatie van financiële gegevens". 
Winststijgingen en -dalingen worden veelal uitgedrukt in termen van de 'Schaal van Mock'. Dat is een indeling gemaakt door PR-adviseur Harry Mock. Bepaalde kwalificaties staan hierin gelijk aan vaste percentages.